# Granátník

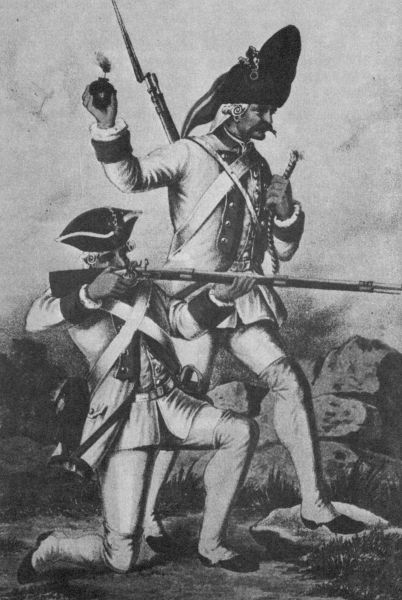
Granátník a střelec habsburské armády z první poloviny 18. století

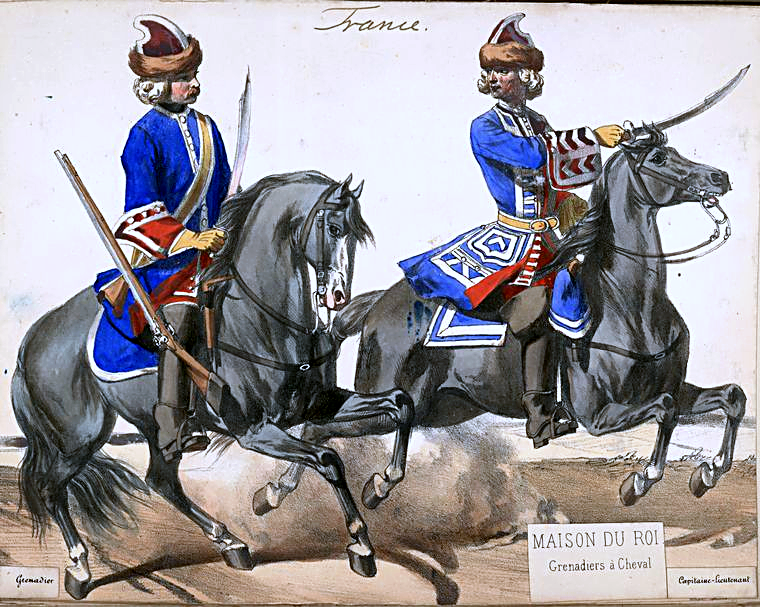
Francouzští jízdní granátníci Ludvíka XV.

Granátník (též grenadýr) byl původně pěšák, který byl určen k házení ručních granátů na nepřítele. Později se za granátnické označovaly elitní části armády, ať už pěší, jízdní nebo moderní obrněné.

## Historie
První zmínky o granátnících pocházejí z 60. let 17. století. Ve Francii se tento druh zbraně rozšířil roku 1667 a roku 1670 byl zřízen první pluk granátníků i v habsburské armádě.
První granáty byly duté olověné, železné nebo skleněné koule o hmotnosti zhruba 1,5 kg naplněné prachem, který se zapaloval hořícím doutnákem. Kromě granátů byli granátníci vyzbrojeni ruční palnou zbraní a rapírem. Byli nasazováni do polních bitev, ale zvláště se osvědčovali při dobývání pevností. Od roku 1670 měla každá habsburská pěší kompanie ve své sestavě 8 granátníků. Jejich poznávacím znamením byla vysoká huňatá čepice, zvaná „medvědice“.
Kolem roku 1760 se díky zvýšení účinnosti palných zbraní přestalo v boji používat ručních granátů. Bývalé setniny granátníků však existovaly dále jako elitní část pěchoty. Obdobně též jízdní granátníci tvořili elitní část jezdectva. Za napoleonských válek se proslavily oddíly francouzských granátníků, později byly titulem granátníků pojmenovány zejména elitní vojenské oddíly či stráže některých evropských panovníků.
Jako granátnické byly pojmenovány za druhé světové války i některé obrněné divize, zejména německé pancéřové divize, ale i např. polská zahraniční na Západě.